# Valentine Eurisouké
Valentine Eurisouké, née à Houaïlou, est une femme politique Kanak indépendantiste de Nouvelle-Calédonie, membre du Parti de libération kanak (PALIKA).

## Biographie
Fonctionnaire territoriale, elle est maire de Houaïlou de 2008 à 2014 et membre du Gouvernement de la Nouvelle-Calédonie de 2014 à 2021. Elle est chargée notamment de la Santé et de la mise en œuvre du plan Do Kamo.